# Panecillo de salchicha
Un panecillo de salchicha es un tipo de pastel chino, esencialmente equivalente al perrito caliente estadounidense. Se encuentra en Hong Kong así como en muchas panaderías chinas del extranjero. Emplea salchichas occidentales en lugar de salchichas chinas, que suelen usarse como ingredientes.